# دواهاندیای غربی
دواهاندیای غربی (به لاتین: Devahandiya West) یک منطقهٔ مسکونی در سری‌لانکا است که در استان مرکزی (سری‌لانکا) واقع شده‌است.